# غنى وفقر الشعوب
غِنَى وفقر الشعوبِ: لماذا البعض غني جداً والبعض فقير جداً: (بالإنجليزية: The Wealth and Poverty of Nations)‏ هو كتاب نُشر عام 1995 للمؤرخ والعالِم الاقتصادي ديفيد لينديس (1924 -2013 م).
لينديس حاول تفسير تعرُّض بعض البلدان والمناطق للنمو الهائل لفترات زمنية عجيبة في حين أن بقية العالمِ في ركود. قارنَ الكتابُ بين التواريخ الاقتصادية لعدّة مناطق، بشكلٍ خاص أوروبا، الولايات المتّحدة، اليابان، الصّين، العالم العربي وأمريكا اللاتينية. نَسَبَ لينديس أسباب النجاح والفشل الاقتصادي إلى الموجودات غير الملموسة، كالثقافة والمشاريع، كما قام بتحليل الأرقام الاقتصادية وتلك المرتبطة بالتاريخ الاقتصادي الجديد. كانَ لينديس أستاذاً فخرياً في الاقتصاد، وأستاذ التاريخ في جامعة هارفارد.
في كتاب غنى وفقر الشعوب-في جزء واحد منه على الأقل- أنعشَ لينديس عدّة نظريات اعتقد بأنه تم تجاهلها بشكل خاطئ من قبل الأكاديميين على مدى الأربعين سنة الماضية:
●الفرضية الثقافية أو أخلاق العمل البروتستانتية لماكس فيبر، وفقاً له فإن القيم المفروضة على أتباع الدين البروتستانتي دفعتهم لإدراك قيمة العمل الجادّ، الانتظام ودّقة المواعيد، الالتزام، بالإضافة للتفكير الحر (التفكير بغض النظر عمّا يعتقد الآخرون)والسوق الحرة، بشكل أكبر بكثير من أشقائهم الكاثوليكيين، وهذا يُفسرالنجاح العظيم للمناطق البروتستانتية الشمالية مثل هولندا، بريطانيا العظمى، الدنمارك وأجزاء من ألمانيا عندما تُقارن بالأجزاء الجنوبية الكاثوليكية مثل إسبانيا وفرنسا.
●الفرضية الهيدروليكية في كتاب الاستبداد الشرقي لكارل أوغست ويتفوغل: الدراسة المُقارِنة للطاقة الكلية، التي ذكر فيها أن الطغاة يتجهون للتحكم في استخدام الموارد المائية لإخضاع الشعوب لإرادتهم.
●فرضية المناخ التي تفترض أن المناطق الاستوائية -مع ثبات باقي العوامل-هي مناطق مُرشحة بشكل ضعيف للتطور.
●العديد من نظريات آدم سميث، الذي تم استعارة تعبير «غنى الشعوب» منه للعنوان، التي ليست بالضرورة أن تعني حركة كلاسيكية حديثة نظرية، كما دوّن لينديس أن الأفضلية المُقارنة قد تتغير على مدى الزمن.
وقد بذلَ لينديس جهداً في فضح ادعاءات حدوث نمو في اقتصاد النمور الآسيوية الأربعة، فلم يكن ضخماً، ولا ممولاً من الاستعمار الأوروبي، وقد ربطَ بين المستوى الاقتصادي للبلد والطريقة التي يتعامل بها مع نسائه.
باختصار، لينديس أظهر أن النمو الاقتصادي الشاسع للثورة الصناعية لم يكن حادث مفاجئ بل نتج من عدّة مقوّمات لأوروبا، من ضمنها مناخها، المنافسة السياسية، الحرية الاقتصادية وموقفها تجاه العلوم والدين، بشكل أكثر تحديداً من دول معينة في غربي أوروبا كإنجلترا بصورة أساسية.
النقد والاستجابة:
اتهم النُّقاد تحليلات لينديس بالمركزية الأوروبية (التحيُّز للعالم الغربي)، هذا الاتهام لم ينكره لينديس، في الحقيقة، لقد اتبّعه بصورة واضحة، ذاهباً للقول بأن التفسير للمعجزة الاقتصادية التي بالأصل حدثت فقط في أوروبا (مع أنه تطرق لاقتصاد النمور الآسيوية الأربعة اللاحق في كتاب الغنى والفقر) تستوجب أن يكون التحليل ذو توجه أوروبي، وبناءً على ذلك تأييد -على الأقل لبعض الدرجات -المفكرين أمثال بيرنارد لويس متبعاً دانيل بيل بأن المعرفة هي الرابط الضروري بين المعجزة الأوروبية والمجتمع الأمريكي ما بعد الصناعة.
لينديس وأندريه فرانك-مؤلف كتاب إعادة التوجيه: الاقتصاد العالمي في العصر الآسيوي، قد دُوّنت لتحقق تقدُّم طيب لخلاصات مختلفة جداً حول أهمية النظرة طويلة الأمد للتطورات الاقتصادية في الغرب خلال العصر الحديث، وتناقشوا في ما توصلوا إليه جهراً أمام العامة عام 1998 في جامعة نورث وسترن.
بشكلٍ إضافيّ، هناك نظرية إضافية تعتمد على الثقافة والفجوة بين البروتستانت والكاثوليك كتفسير لاختلاف النتائج الاقتصادية.
عالِم الاقتصاد بول كروغمان أشار في مقالته «أزمة مع التاريخ» المنشورة على مدونته المُستضافة في معهد ماساتشوستس للتكنولوجيا أن الكتاب قدّم قلّة قليلة من الأفكار في حين احتوائه على عدد هائل من المعلومات.